# 圣克莱芒 (阿列省)
圣克莱芒（法語：Saint-Clément，法語發音：[sɛ̃ klemɑ̃]）是法国阿列省的一个市镇，位于该省东南部，属于维希区。

## 地理
圣克莱芒（46°3'43"N, 3°42'16"E）面积25.98 平方千米，位于法国奥弗涅-罗讷-阿尔卑斯大区阿列省，该省份为法国中部省份，北起涅夫勒省、西北接谢尔省，西南至克勒兹省，南至多姆山省，东南临卢瓦尔省，东临索恩-卢瓦尔省。
与圣克莱芒接壤的市镇（或旧市镇、城区）包括：拉沙巴讷、沙泰勒蒙塔涅、锡雄河畔费里耶尔、勒马耶德蒙塔涅、圣尼科拉代比耶夫。

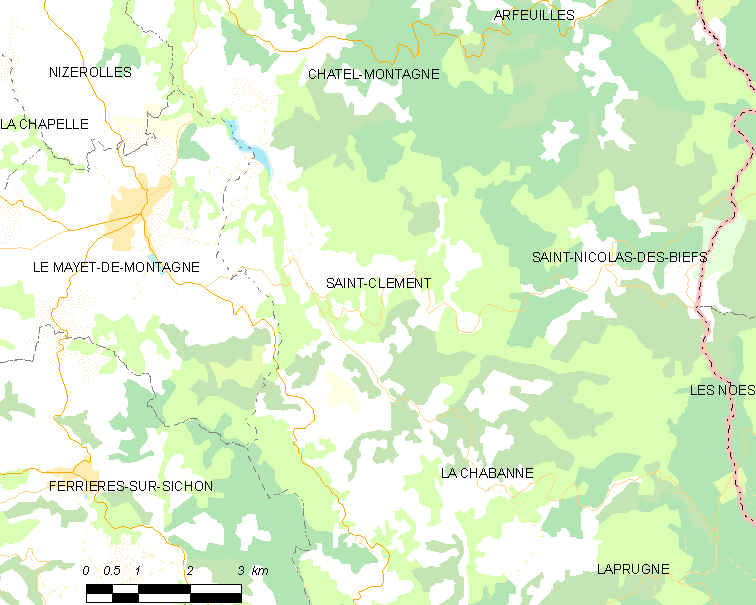
的OSM定位图

圣克莱芒的时区为UTC+01:00、UTC+02:00（夏令时）。

## 行政
圣克莱芒的邮政编码为03250，INSEE市镇编码为03224。

## 政治
圣克莱芒所属的省级选区为拉帕利斯县。

## 人口

1962-2008年间人口变化图示

圣克莱芒于2022年1月1日时的人口数量为284人。